# St. Anna (Traxl)

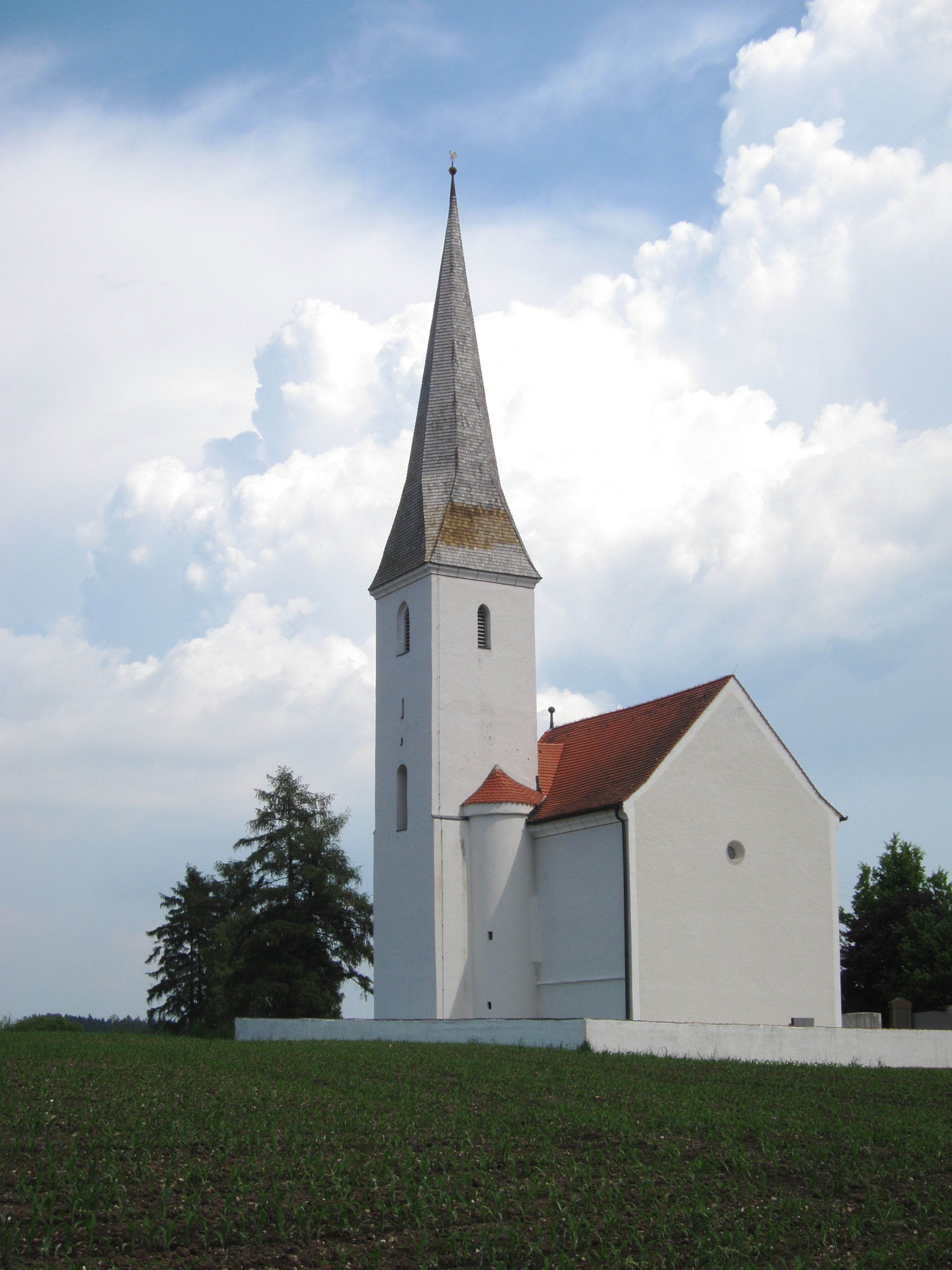
Kirche St. Anna in Traxl

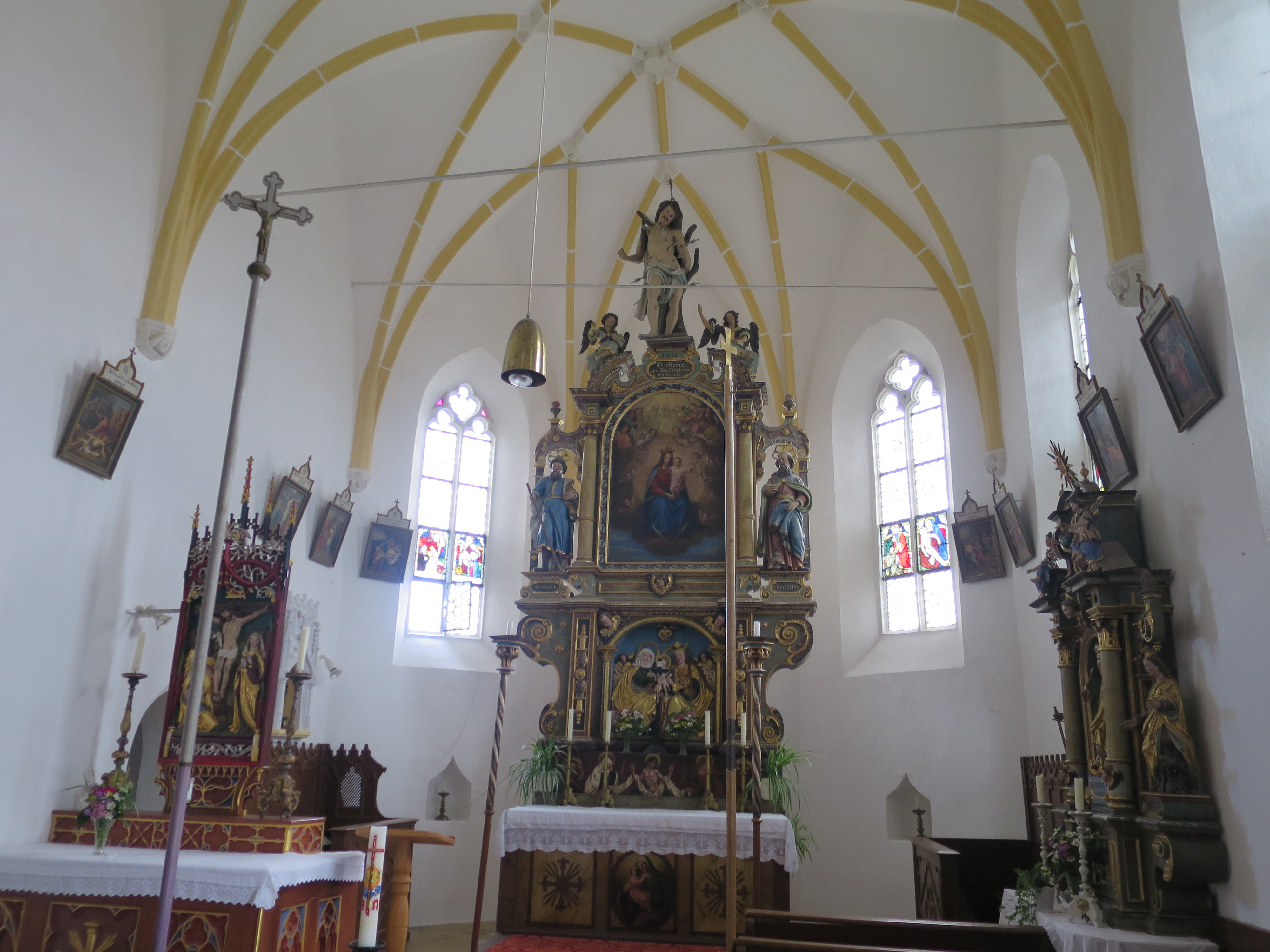
Chor mit Hauptaltar

Die katholische Filialkirche St. Anna in Traxl, einem Stadtteil von Ebersberg im oberbayerischen Landkreis Ebersberg, wurde ab 1492 errichtet. Die Kirche auf einer Anhöhe, im ummauerten Friedhof gelegen, ist ein geschütztes Baudenkmal. Sie ist der heiligen Anna geweiht.

## Architektur
Der spätgotische Saalbau mit dreiseitigem Chorschluss und nördlichem Flankenturm mit Spitzhelm wurde vermutlich vom Baumeister Ulrich Ramsauer aus München erbaut, der auch als Stifter eines Fensters mit seinem Meisterzeichen in Erscheinung tritt. Das sternförmige Netzgewölbe endet auf figurierten Konsolen, die mit Engelsköpfen mit Spruchbändern geschmückt sind. Die Sakramentsnische an der Nordwand besitzt einen geschweiften Spitzbogen. 

## Ausstattung
Von der Kirchenausstattung ist der mit der Jahreszahl 1631 bezeichnete Hochaltar mit Seitenfiguren des heiligen Joseph und des heiligen Joachim erwähnenswert. Im Auszug ist eine große Skulptur des heiligen Sebastian als Märtyrer angebracht. Die Tafelmalerei an der Predella, Schmerzensmann mit Maria und Johannes, stammt vom Ende des 15. Jahrhunderts. Darüber befindet sich das Altarblatt aus dem Jahr 1856. 
Vom Schnitzaltar an der Nordseite aus dem Jahr 1499 wurde der Flügel gestohlen. Der südliche Seitenaltar stammt aus dem Jahr 1631.

## Bleiglasfenster
Im Chor und an der Südseite sind noch neun Scheiben aus der Erbauungszeit der Kirche vorhanden. Sie stammen von einer unbekannten Werkstatt. Zwei Scheiben sind in der Inschrift mit der Jahreszahl 1497 datiert. Die Bleiglasfenster stellen Heilige und Stifter dar. In der Westwand ist ein kleines Rundfenster mit der Darstellung Maria im Strahlenkranz zu sehen.

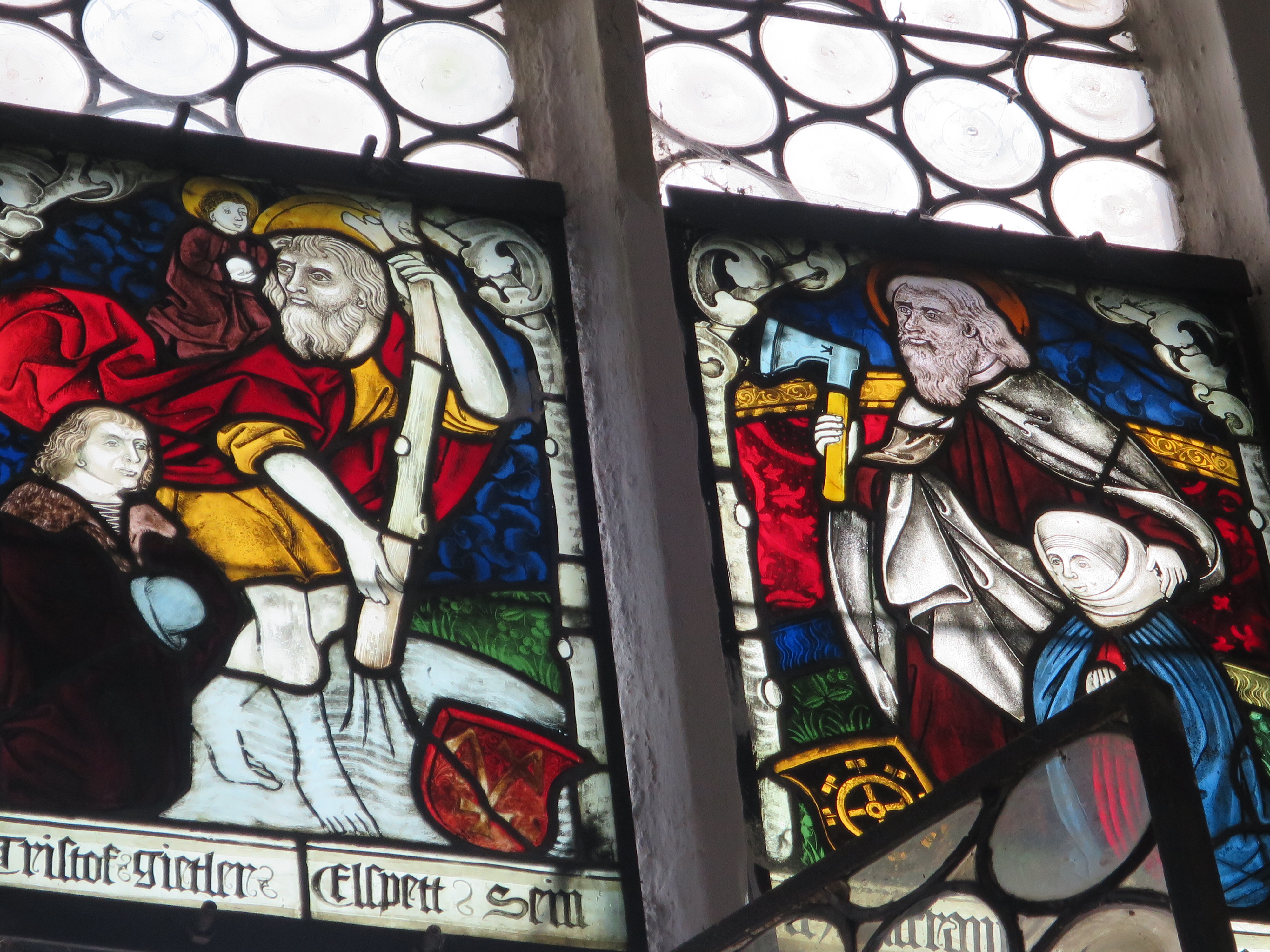
Heiliger Christophorus mit Stifter Christoph Gietler, heiliger Matthias mit Stifterin Elsbeth Gietler
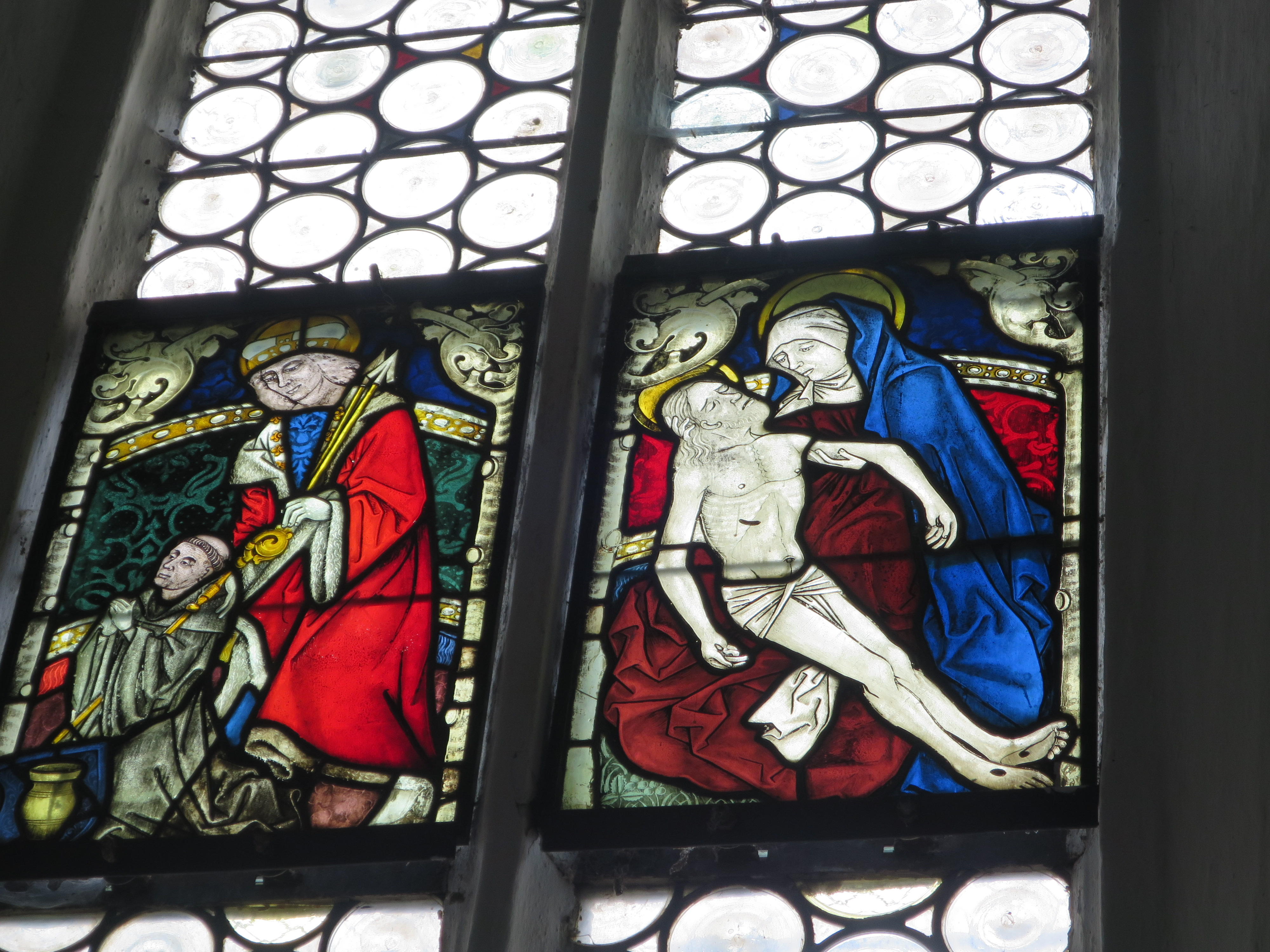
Heiliger Sebastian mit Stifter Sebastian Häfele (Abt des Klosters Ebersberg), Pietà
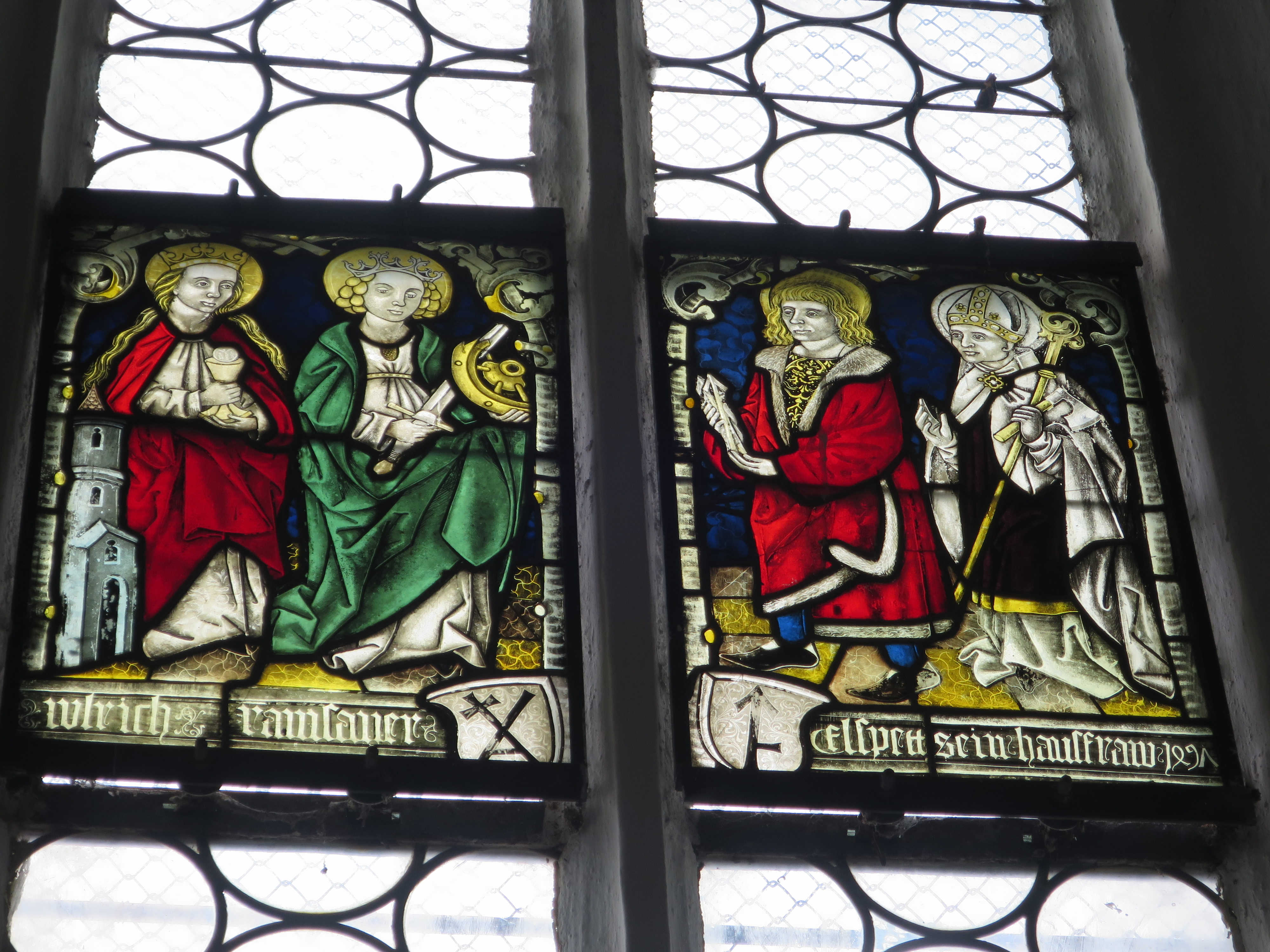
Heilige Barbara und heilige Katharina, heiliger Sebastian und heiliger Wolfgang
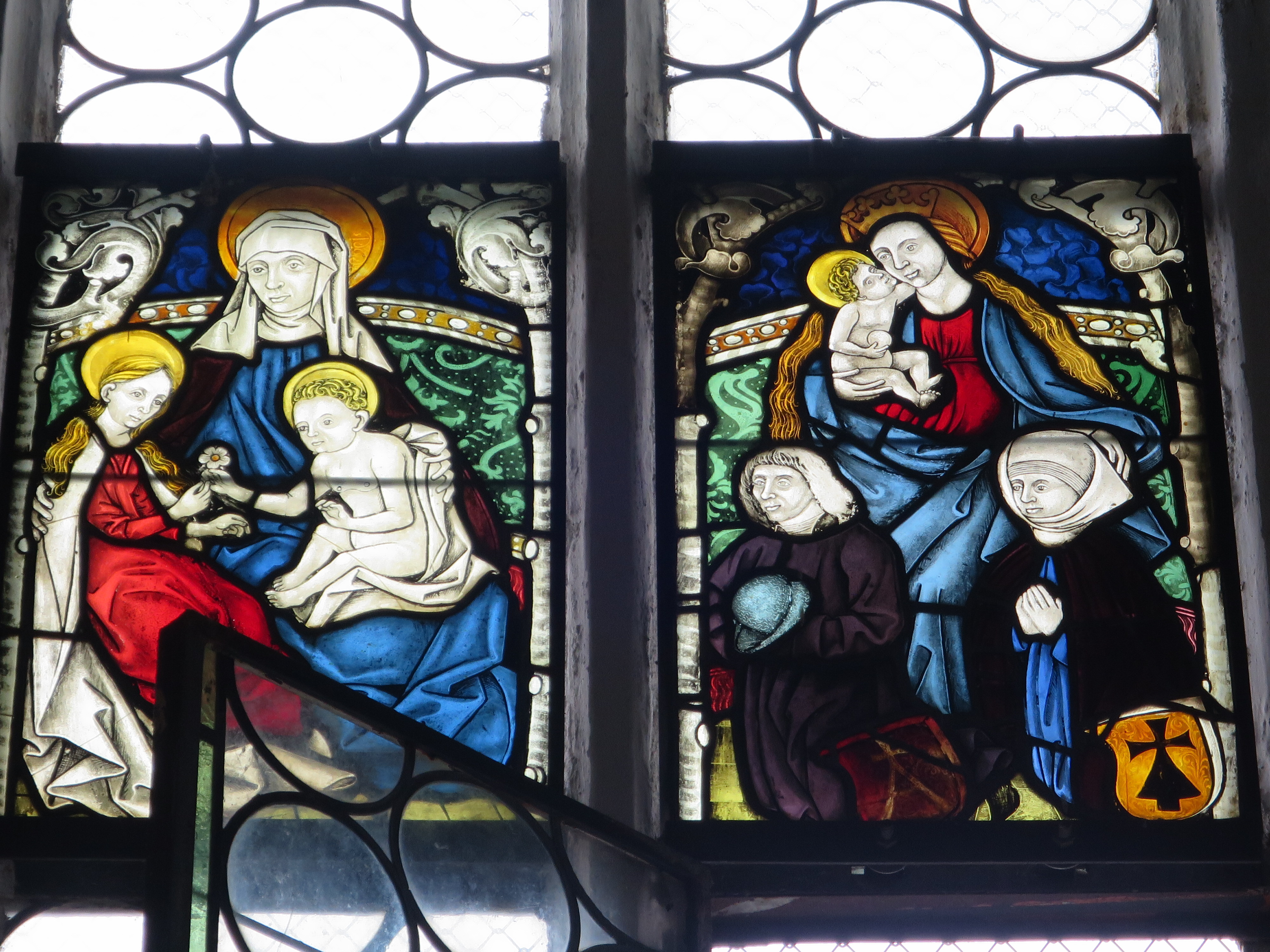
Anna selbdritt, Maria mit Kind und Stifterpaar Martin Dräcksler und Ehefrau